# لامین ندایه (بازیکن فوتبال فرانسوی)
لامین ندایه (انگلیسی: Lamine Ndiaye؛ زادهٔ ۱۹ ژوئن ۱۹۹۵) بازیکن فوتبال اهل فرانسه است.